# Uroleucon boreale
Uroleucon boreale är en insektsart som beskrevs av Robinson 1985. Uroleucon boreale ingår i släktet Uroleucon och familjen långrörsbladlöss. Inga underarter finns listade i Catalogue of Life.